# نادي الشرطة لكرة السلة
نادي الشرطة لكرة السلة هو نادي عراقي تأسس في عام 1932 أهم أنجازات النادي حقق بطولة دوري كرة السلة العراقي أعوام 1995 و1996 و2015 وبطولة كأس المثابرة العراقي لكرة السلة عام 2022.

## الأنجازات
دوري كرة السلة العراقي
البطل (1995)

البطل (1996)

البطل (2015)
كأس المثابرة العراقي لكرة السلة
البطل (2022)

## روابط إضافية
- الموقع الرسمي لنادي الشرطة